# Hans Dorr
Pour les articles homonymes, voir Dorr.
Ne doit pas être confondu avec Hans Dörr.
Hans Dorr (Sontheim, royaume de Bavière, 7 avril 1912 - Judenburg, Styrie, Autriche, 17 avril 1945) est un Obersturmbannführer (lieutenant-colonel) allemand dans la Waffen-SS pendant la Seconde Guerre mondiale.
Il commande le régiment Germania de la Panzerdivision SS Viking. Il va réussir la cohésion des hommes de son régiment (allemands, flamands, danois, norvégiens) au fil des différents combats du front de l'Est.
Il meurt en avril 1945 des suites de sa seizième blessure.

## Dates de promotions
- SS-Anwärter: 1er mai 1933
- SS-Mann: 1er octobre 1934
- SS-Rottenführer: 1er juin 1935
- SS-Unterscharführer: 15 novembre 1935
- SS-Scharführer: 20 avril 1937
- SS-Oberscharführer: 23 décembre 1934
- SS-Oberjunker: 1er avril 1938
- SS-Untersturmführer: 9 novembre 1938
- SS-Obersturmführer: 11 mars 1940
- SS-Hauptsturmführer: 9 novembre 1941
- SS-Sturmbannführer: 9 novembre 1943
- SS-Obersturmbannführer: 18 août 1944

## Décorations
- Croix de fer (1939)
  - 2e classe (14 novembre 1939)
  - 1re classe (20 août 1940)

- Médaille des Sudètes (12 juin 1940)

- Insigne de combat d'infanterie en Argent (20 avril 1942)
- Insigne des blessés (1939)
  - en Noir (20 octobre 1940)
  - en Argent (29 août 1941)
  - en Or (20 avril 1942)
- Médaille du Front de l'Est (1er septembre 1942)
- 2 insignes de destruction de chars à titre personnel
- Croix allemande en or (27 décembre 1941)
- Insigne de combat rapproché
  - en bronze (15 septembre 1943)
  - en argent (3 mai 1944)
- Croix de chevalier de la croix de fer avec feuilles de chêne et glaives
  - Croix de chevalier le 27 novembre 1942 en tant que Hauptsturmführer et chef du 4./SS-Infanterie-Regiment "Germania"[1]
  - 327e feuilles de chêne le 13 novembre 1943 en tant que Hauptsturmführer et commandant du I./SS-Panzergrenadier-Regiment "Germania"[2]
  - 77e épées le 9 juillet 1944 en tant que Sturmbannführer et commandant du SS-Panzergrenadier-Regiment 9 "Germania"[3]